# Arrondissement du Holstein-de-l'Est
L’arrondissement du Holstein-de-l'Est (Kreis Ostholstein en allemand) est un arrondissement (Kreis ou Landkreis en allemand) du Land de Schleswig-Holstein, en Allemagne. Son chef-lieu est Eutin.

## Géographie
Ce district est délimité à l'Est par la mer Baltique entre la baie de Kiel et la baie de Lübeck. C'est la zone où s'élève la presqu'île de la Wagrie (territoire des anciens Wagriens), dans un paysage vallonné typique, baptisé la Suisse holsteinoise. L'île Fehmarn, troisième île allemande par la taille, fait aussi partie de ce district. Elle est reliée au continent par le pont du Fehmarnsund qui fait partie de la Vogelfluglinie, une liaison routière et ferroviaire internationale entre Allemagne et Danemark. Les districts voisins sont l’arrondissement de Plön au nord-ouest, au sud celui de la ville franche de Lübeck, au sud-ouest l’arrondissement de Stormarn et à l'ouest l’arrondissement de Segeberg. Avec l’arrondissement de Plön, l'Ostholstein partage l'entité paysagère et écologique baptisée Suisse holsteinaise, un territoire vallonné et boisé parsemé de nombreux lacs. Le point le plus élevé de l'Ostholstein est le Bungsberg près de Schönwalde, qui culmine à 168 mètres au-dessus du niveau de la mer. Le lac de Hemmelsdorfer atteint la profondeur de 39,10 m sous le niveau de la mer, soit la plus profonde dépression d'Allemagne.

## Économie
L'économie a été transformée par le tourisme principalement dans les stations balnéaires de Fehmarn, Heiligenhafen, Grömitz, Neustadt in Holstein et Timmendorfer Strand dans la baie de Lübeck.
- Voir aussi : Suisse holsteinoise
- Voir aussi : Baie du Mecklembourg, Baie de Neustadt

## Circulation
Le principal axe de circulation qui traverse le district d'Ostholstein est la Vogelfluglinie, ligne qui relie à vol d'oiseau Hambourg à Copenhague avec une liaison par ferry-boat entre Puttgarden dans l'île allemande de Fehmarn et Rødby dans l'île danoise de Lolland. Cette Vogelfluglinie fait l'objet d'une discussion politique au sujet du pont sur le Fehmarnbelt, qui relierait Fehmarn et Lolland, et devrait améliorer lui aussi les liaisons entre l'aire urbaine de Hambourg et la région d'Öresund. Le district de Ostholstein constitue avec l'amt (le département) danois de Storstrom l'eurorégion du Fehmarnbelt, dans laquelle les projets transfrontaliers sont particulièrement encouragés.

## Histoire et organisation administrative
Le district d'Ostholstein a été créé en 1970 dans le cadre de la réforme des districts du Schleswig-Holstein par la fusion des districts d'Oldenbourg-en-Holstein et d'Eutin.
Ces deux anciens districts ont des histoires différentes.
Eutin dépendait de la ville indépendante de Lübeck. En 1803 il est devenu une exclave du Duché d'Oldenbourg (qui n'a rien à voir avec la ville voisine d'Oldenburg, en Schleswig-Holstein, mais se situe en Basse-Saxe !). En 1937 il passe à la Prusse et devient le district prussien d'Eutin.
La région d'Oldenbourg appartenait au duché d'Holstein. En 1864, quand ce duché passe sous tutelle de la Prusse, le district d'Oldenbourg est mis en place.
Avec la réforme des structures administratives planifiée, d'autres changements sont à prévoir dans la péninsule de Wagrien. Selon des rapports de presse, Großenbrode serait rattaché à la communauté de communes (Amt) d'Oldenbourg-Campagne, Dahme et Kellenhusen à Grömitz et Riepsdorf à Lensahn.
Voir : Hiver des Cosaques (de) (1814)

## Armoiries
Blasonnement : D'azur, à une tour d'argent crènelée de cinq pièces ajourée du champ posée sur une base élargie aussi d'argent également crènelée de cinq pièces et ouverte du champ, surmontée d'une croix pattée d'or le haut couvert d'une mitre d'évêque d'argent bordée en haut et en bas de perles du même, avec deux rubans volants aussi d'or.

## Musées
- Ostholsteinmuseum à Neustadt in Holstein (Musée Cap Arcona)
- Ostholsteinmuseum à Eutin

## Villes et communes
(Population au 30 septembre 2005)
| Villes et communes n'appartenant pas à une communauté de communes | Villes et communes n'appartenant pas à une communauté de communes | Villes et communes n'appartenant pas à une communauté de communes |
| --- | --- | ----------------------------------------------------------------- |
| - 1. Ahrensbök (8 631) - 2. Bad Schwartau, ville (19 741) - 3. Dahme (1 176) - 4. Eutin, ville (17 256) - 5. Fehmarn, ville (12 909) - 6. Grömitz (7 771) - 7. Grube (1 047) - 8. Heiligenhafen, ville (9 331) - 9. Kellenhusen (Ostsee) (1 060) | - 10. Malente (10 877) - 11. Neustadt in Holstein, ville (16 615) - 12. Oldenbourg en Holstein, ville (9 919) - 13. Ratekau (15 862) - 14. Scharbeutz (11 952) - 15. Stockelsdorf (16 510) - 16. Süsel (5 372) - 17. Timmendorfer Strand (9 050) |                                                                   |

Communautés de communes avec leurs villes et communes liées
| - 1. Amt Großer Plöner See (siège : Plön) (Les onze autres communes de la communauté appartiennent à l'arrondissement de Plön) 1. Bosau (3 564) - 2. Amt Lensahn 1. Beschendorf (542) 2. Damlos (686) 3. Harmsdorf (735) 4. Kabelhorst (464) 5. Lensahn (5 043) 6. Manhagen (417) 7. Riepsdorf (1 042) | - 3. Amt Oldenburg-Land (siège : Oldenbourg en Holstein) 1. Göhl (1 196) 2. Gremersdorf (1 480) 3. Großenbrode (2 227) 4. Heringsdorf (1 111) 5. Neukirchen (1 158) 6. Wangels (2 347) - 4. Amt Ostholstein-Mitte 1. Altenkrempe (1 121) 2. Kasseedorf (1 587) 3. Schashagen (2 502) 4. Schönwalde am Bungsberg (2 557) 5. Sierksdorf (1591) |

## Carte des communes et des communautés de communes

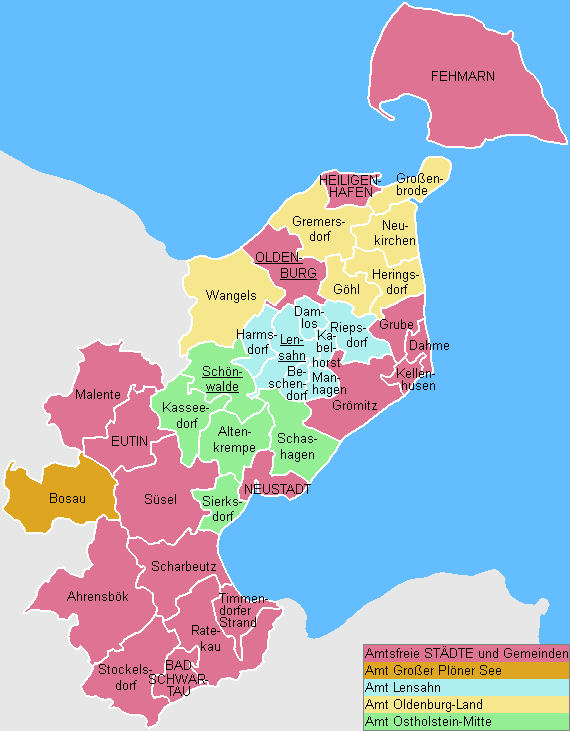
Découpage de l’arrondissement